# Matt Murray (Journalist)

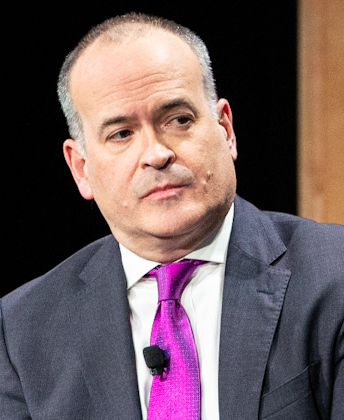
Murray im Jahr 2022

Matt Murray (* 2. Mai 1966) ist ein amerikanischer Sachbuchautor und Journalist und ehemaliger Chefredakteur des Wall Street Journals.

## Lebensweg
Murray studierte Journalismus an der Northwestern University. Nach dem Studium arbeitete er bei einer Agentur in Chicago und berichtete über die Polizeiaktivitäten der Stadt 1994 wechselte er zum Wallstreet Journal und startet dort in der Reaktion in Pittsburgh. Drei Jahre und wechselte 1997 ins Ressort Geld und Investitionen und berichtete über das Bankwesen berichtete. 2013 wurde er zunächst stellvertretender Chefredakteur und dann 2018 zum Chefredakteur des Wall Street Journals ernannt. Während Murrays Amtszeit gewann das Wall Street Journal 2019 den Pulitzer-Preis für nationale Berichterstattung über den Skandal zwischen Stormy Daniels und Donald Trump. Im Frühjahr 2023 wurde er durch Emma Tucker es erste Chefredakteurin des WSJ ersetzt. Er hat danach Aufgaben bei News Corp., dem im Mutterkonzern des WSJ übernommen.

## Werke
- The father and the son : my father's journey into the monastic life, HarperCollins, New York, 1999, ISBN 9780060187828
- The world of Smurfs : a celebration of tiny blue proportions, Abrams Image, New York, 2011, ISBN 9781419700729